# 共和國直轄區 (塔吉克斯坦)
共和國直轄區是塔吉克斯坦的一个区域，包括13个縣，位於該國中西部。面積28,400平方公里。2006年人口1,531,300人。这13个县直接隶属于塔吉克斯坦中央政府。在1955年以前，这个区域曾经设置加尔姆州（Вилояти Ғарм）。